# 郎鍾騋
郎鍾騋（1903年—1990年），字稚襄，中國河北省大興縣（今北京市境内）人，鐵路工程學者，曾擔任中華民國湘黔鐵路湘鄉機廠廠長、湘桂鐵路工程局蘇橋機廠廠長、黔桂鐵路工程局正工程司等職，亦曾擔任過上海交通大學特約教授。1948年擔任首位臺灣鐵路管理局局長。1949年返回上海，之後任中華人民共和國鐵道部廠務局局長。

## 生平

### 早年經歷
郎鍾騋於1903年出生。25歲（1928年）畢業於國立北平工業大學機械系，之後歷任湘黔鐵路湘鄉機廠廠長、湘桂鐵路工程局蘇橋機廠廠長、黔桂鐵路工程局正工程司、黔桂鐵路工程局機務處副處長、黔桂鐵路工程局機務處代理處長。八年抗戰末期，由中華民國交通部派至美國考察，回國後於1946年到1948年擔任京滬區鐵路管理局副總工程司兼戚墅堰機廠廠長，期間在1947年還受聘為上海交通大學特約教授。

### 臺灣鐵路管理局局長
臺灣省政府成立後，時任臺灣省政府主席魏道明採納了時任臺灣省政府建設廳廳長楊家瑜推薦郎鍾騋擔任臺灣鐵路管理局局長的意見。1948年3月1日，另成立臺灣鐵路管理局接管臺灣省行政長官公署交通處鐵路管理委員會後，隔日即發布人事命令讓郎鍾騋擔任局長。郎鍾騋等人在該項命令公布前便在1948年2月18日從上海搭中興輪到臺灣，得知受命為臺灣鐵路管理局局長後，於3月5日到任就職。
郎鍾騋上任後，隨即進行組織調整與人事改組，在總局底下設秘書室、人事室、統計室、總務處、車務處、機務處、工務處、材料處、會計處、員工訓練所、高雄辦事處、花蓮港辦事處、章則編審委員會、員工福利委員會、行車保安委員會，處、室之下設有「課」。當時臺鐵面臨運煤問題，每月所運的煤不夠電廠使用。之後改善配車與調度後，1948年4月運煤量已從9萬噸增加到13萬噸。另外為培養臺籍基層幹部，採納陳樹曦之意見，在臺北鐵路員工訓練所增加「運輸本科」與「調度班」，成績優異者便可派為站長，並將當時臺籍股長薪資未達股長起薪140元者一律調薪到140元。
郎鍾騋相當重視保護森林以增進鐵路行車安全，推行「護林保路運動」，1948年5月13日20:00曾應邀在臺北市廣播電臺演講「森林與臺灣和鐵路的關係」，並在1949年將1月5日到11日訂為「護林保路運動」宣傳週。
然而由於與臺灣省政府交通處處長陳清文（前臺灣鐵路管理委員會主委）關係不好，且因為1948年5月28日的新店溪橋燒車事故與處理臺鐵資產引發的擾民糾紛，使得臺灣省參議員對郎鍾騋印象亦不佳。陳誠於1949年1月5日就任臺灣省政府主席後，各廳處長並未更動，但在2月28日將郎鍾騋改調參議，繼任者莫衡與他在3月4日移交。

### 返回中國大陸
改調臺灣省參議一職後，郎鍾騋在1949年5月初向臺灣省政府以「料理家事」為由請假20天，期限快到時向臺灣省政府辭職，此時他已返回上海投共。而在他辭去參議一職後，他遭到監察委員閩臺行署檢舉他任內貪汙瀆職，由臺灣省政府視察室核辦。郎鍾騋曾任中華人民共和國鐵道部廠務局局長，於1990年去世。